# Pokémon XD: Tempesta Oscura
Pokémon XD: Tempesta Oscura (ポケモンXD 闇の旋風ダーク・ルギア?, Pokemon Ekkusudī: Yami no Kaze Dāku Rugia, lett. "Pokémon XD: Turbine di oscurità Dark Lugia") è il secondo videogioco della serie Pokémon per Nintendo GameCube, pubblicato nel 2005. È il seguito di Pokémon Colosseum.

Un Bonsly in una schermata del gioco

La sigla "XD" sta per "Extra Dimension". Il gioco è ambientato nella regione di Auros. Tutti i titoli Pokémon per GBA possono essere collegati a questo gioco, sia per lo scambio che per il combattimento.

## Trama
La storia, ambientata cinque anni dopo gli eventi di Pokémon Colosseum, inizia con una nave da crociera, la S.S. Libra, che sta navigando in oceano poco dopo il tramonto. Il capitano ed il primo ufficiale stanno osservando il radar, quando improvvisamente indica qualcosa di molto grande che si sta avvicinando alla nave. Quindi alcuni elicotteri rossi circondano la S.S. Libra, accompagnati da un immenso Lugia oscuro. Uno degli eyepieces del pilota cominciano a brillare di una luce rossa, segno che sta per essere impartito un ordine al maestoso Pokémon. Non appena gli occhi di quest'ultimo cominciano a brillare, esso colpisce la nave con un raggio traente, alzandola in aria e facendo cadere l'equipaggio. La nave, Lugia e gli elicotteri volano quindi via.
Il gioco quindi mostra un giovane ragazzo (Michael) di circa quindici anni che sta combattendo una battaglia Pokémon contro un allenatore sconosciuto in un'arena. Il ragazzo ha un Salamence, ed il suo avversario ha un Metagross. Dopo il risultato della battaglia, lo schermo si annerisce e Michael esce dal simulatore virtuale in cui si stava svolgendo la battaglia di allenamento. Il professor Germano, il capo di sua madre, gli racconta dei Pokémon Ombra, Pokémon i cui cuori sono stati chiusi artificialmente e che l'associazione criminale Team Cripto crea e distribuisce per i suoi scopi malvagi. Germano gli dona inoltre la Cleptatrice, macchina utilizzata per catturare i Pokémon Ombra al fine di purificarli.
Poco dopo, Germano viene rapito dalla Cripto. Michael insegue gli agenti di cifratura per salvare Krane, e presto è condotto in molte avventure in tutta Auros, nelle quali affronta più volte i membri della Cripto. Alla fine del gioco, Michael giunge all'Isola Oscura e combatte il cattivo principale: Malvaro, che, all'inizio del gioco, era travestito da un vecchio benefattore di nome Bonifacio. Dopo che tutti i Pokémon sono stati purificati, Michael torna a casa e mette giù la sua Cleptatrice, ma la ripone al sicuro nella sua stanza per essere usata se fosse di nuovo necessaria.

## Modalità di gioco
L'obiettivo principale del gioco, come era avvenuto con il suo predecessore, è catturare i Pokémon Ombra e purificarli, sottraendoli ai loro allenatori. In questo gioco ci sono 83 diversi Pokémon Ombra da catturare. Rispetto a Pokémon Colosseum, in cui l'unica mossa Ombra era Ombroraffica, sono state introdotte ulteriori mosse, sia fisiche che speciali che, benché abbiano spesso una potenza limitata, sono superefficaci contro i Pokémon non-Ombra indipendentemente dal loro tipo.
Se a un certo punto del gioco il giocatore non riesce a catturare un Pokémon Ombra, c'è una seconda possibilità disponibile: in punti casuali durante il gioco apparirà un antagonista, Discoball e avrà un Pokémon Ombra che il giocatore non è stato in grado di catturare precedentemente  Una volta che il giocatore avrà ottenuto 82 Pokémon ombra, Discoball apparirà un'ultima volta con l'ultimo Pokémon Ombra ottenibile nel gioco.

## Sviluppo e marketing
Nel marzo 2005, il dirigente di Nintendo of America Reggie Fils-Aimé affermò che Pokémon XD sarebbe stato un nuovo gioco per GameCube, ma non un sequel di Colosseum. Il gameplay, inoltre, sarebbe stato più simile ai videogiochi di ruolo per Game Boy Advance Pokémon Rubino e Zaffiro.
Le riviste giapponesi Famitsū e CoroCoro Comic successivamente pubblicarono schermate e informazioni che rivelarono che il gioco avrebbe avuto una grafica 3D simile a quella del suo predecessore, Pokémon Colosseum. Il gioco avrebbe anch'esso presentato i Pokémon Ombra e la possibilità di sottrarre i Pokémon di altri allenatori. L'unica informazione riguardo alla trama era inerente al fatto che un Lugia Ombra avrebbe avuto un ruolo importante nella storia.  Il giocatore avrebbe iniziato con un Eevee e i livelli avrebbero seguito una progressione simile a quella dei giochi della serie principale. Inoltre, poco dopo l'inizio del gioco, al giocatore vengono donati cinque oggetti in grado di far evolvere Eevee in una delle cinque forme accessibili.
Questo gioco presenta due specie Pokémon che sarebbero state introdotte in Diamante e Perla e già presentate in Pokémon: Destiny Deoxys: Munchlax, che evolve in Snorlax, e Bonsly, che evolve in Sudowoodo. Pur essendo presenti, i due Pokémon non sono in alcun modo ottenibili, sebbene il giocatore possa temporaneamente usare Bonsly durante un minigioco.

## Accoglienza
| Testata                            | Giudizio |
| ---------------------------------- | -------- |
| GameRankings (media al 09-12-2019) | 66.91%   |
| Metacritic (media al 23-04-2022)   | 64/100   |
| AllGame                            | 3,5/5    |
| Game Informer                      | 58%      |
| GameSpot                           | 6,9/10   |
| GameSpy                            | 3/5      |
| GamesRadar+                        | 3,5/5    |
| IGN                                | 6.8/10   |
| Nintendo Power                     | 85%      |

Pokémon XD ha ricevuto recensioni contrastanti. Il gioco è stato coralmente criticato per avere una grande quantità di materiale riciclato dal precedente Pokémon Colosseum, come ad esempio aree ed elementi grafici.  GameSpot ha ritenuto che "non fosse cambiato molto rispetto all'originale". Un'altra lamentela comune era la limitatezza delle aree Poké Spot, considerate molto piccole rispetto ai percorsi di Pokémon Rubino e Zaffiro.
Come il suo predecessore, Pokémon XD è stato un successo commerciale, avendo venduto oltre 1 milione di unità al 31 marzo 2006.